# Pesellino
Francesco di Stefano, detto il Pesellino (Firenze, 1422 circa – fine luglio 1457), è stato un pittore e miniatore italiano.

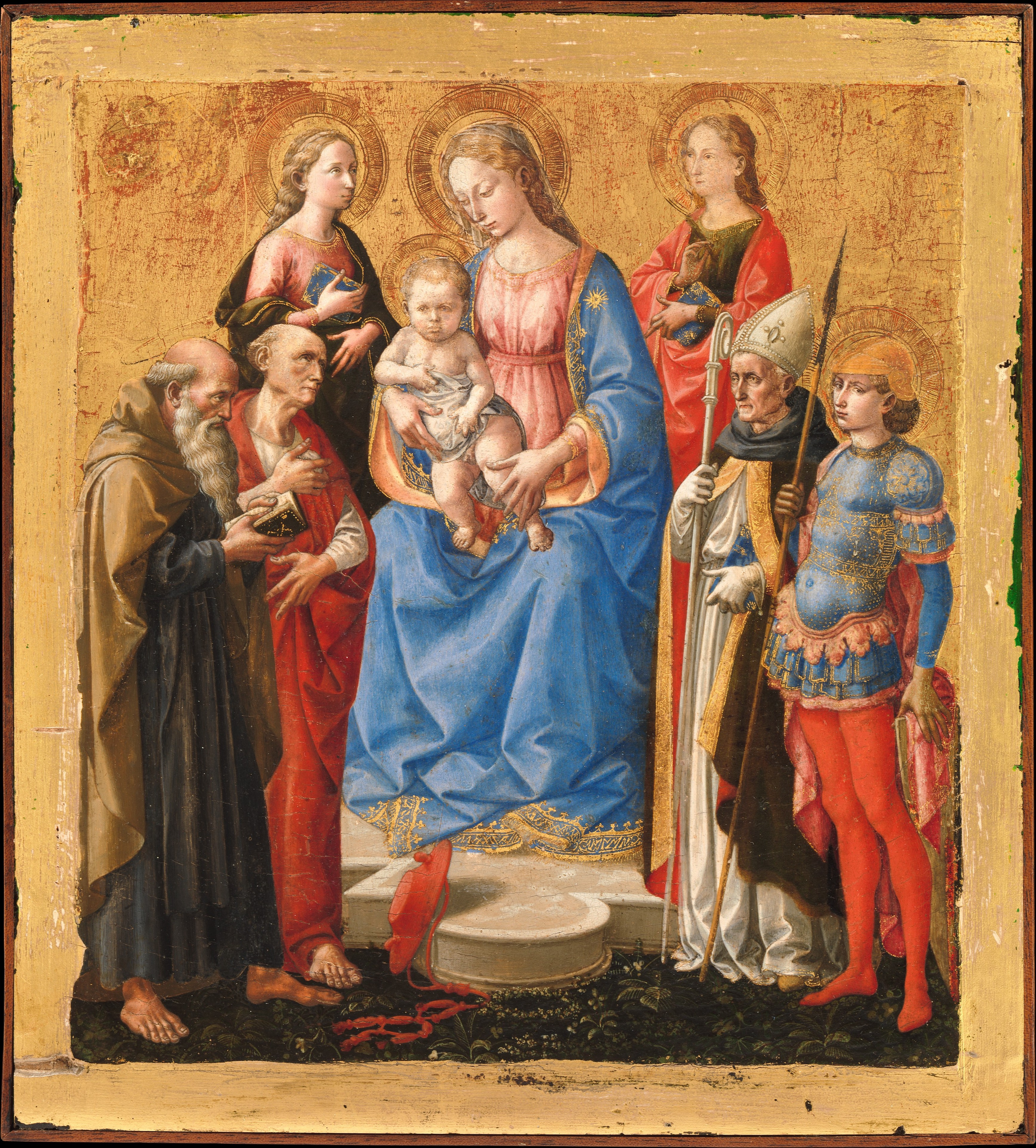
Madonna col bambino e santi, Metropolitan Museum, New York.

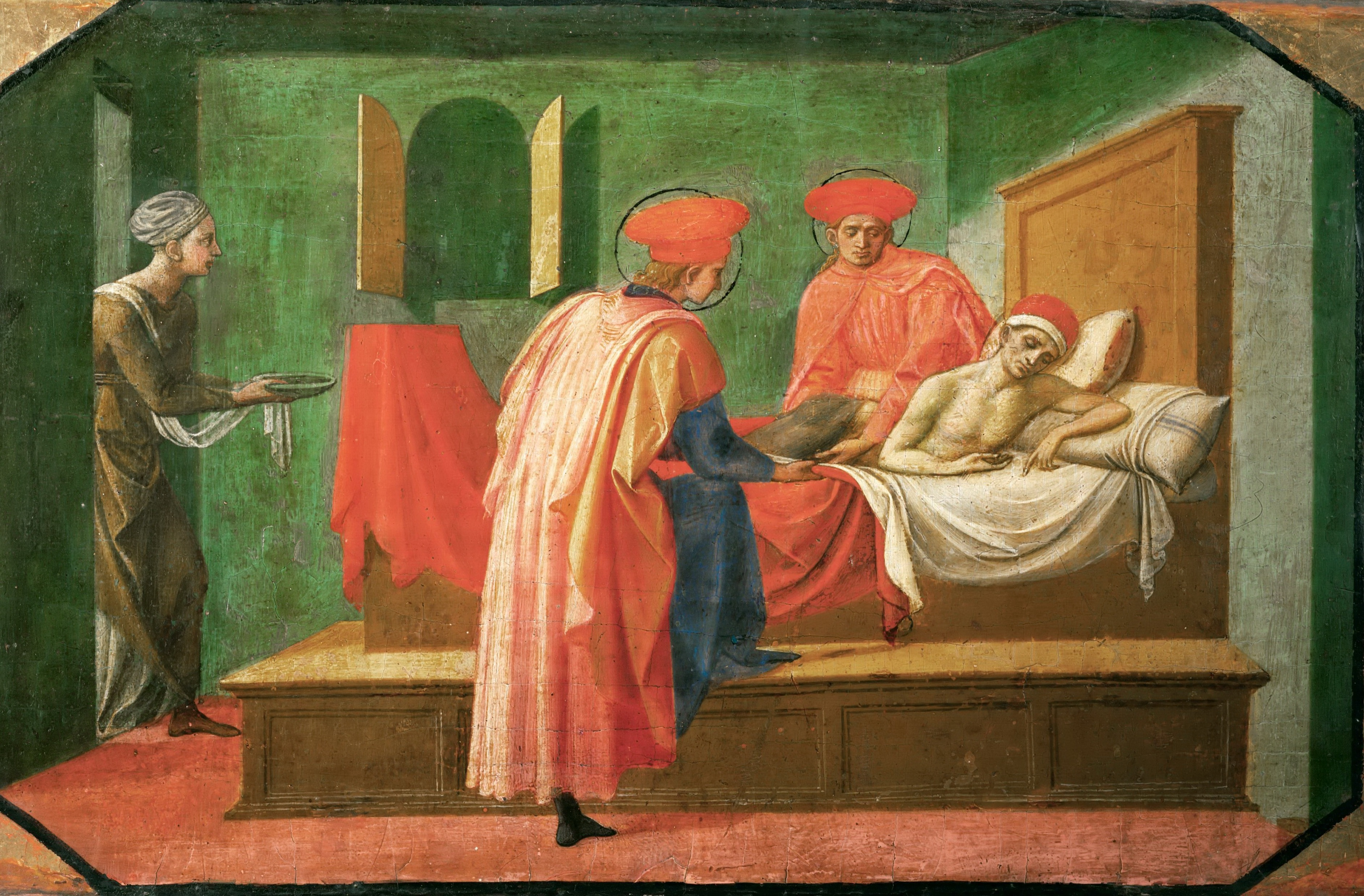
Miracolo dei santi Cosma e Damiano, dalla Pala del Noviziato.

Si ispirò soprattutto agli stili di Filippo Lippi e Beato Angelico.

## Biografia
Il soprannome Pesellino deriva dal nonno materno Giuliano d'Arrigo detto il Pesello, che lo allevò dopo la morte del padre, Stefano di Francesco. Documentato nella bottega del nonno dal 1447, in cui in tutta probabilità ricevette la sua formazione professionale, nel 1453 aprì una propria bottega in compagnia con Pietro di Lorenzo del Pratese e Zanobi del Migliore.
La sua formazione dovette avvenire anche in altri ambiti, come documenta la predella della Pala del Noviziato di Filippo Lippi databile al 1445 e oggi divisa tra gli Uffizi e il Louvre. in quest'opera il suo stile dimostra già caratteri maturi, basati su un'interpretazione personale delle opere di Lippi e del Beato Angelico, che egli ebbe probabilmente modo di frequentare in ambito mediceo.
Vicini a tale opera sono i cassoni dipinti coi Trionfi da Petrarca nell'Isabella Stewart Gardner Museum di Boston, forse realizzati per il matrimonio tra Piero de' Medici e Lucrezia Tornabuoni nel 1444, e alcuni fogli miniati oggi divisi tra l'Ermitage e la Biblioteca Marciana di Venezia, già appartenuti a un codice dei Punica di Silio Italico che era di proprietà di Tommaso Parentuccelli, futuro Niccolò V. Il Parentuccelli aveva infatti aiutato Cosimo il Vecchio nel 1447 a redigere un canone bibliografico per la nascente biblioteca del convento di San Marco e può darsi che il codice miniato fosse un ringraziamento per il suo operato. Altri pannelli di cassone con Storie di David (National Gallery di Londra) sono stati ricondotti a una committenza medicea.
Solo un'opera di Pesellino è pienamente documentata e si tratta dell'ultima conosciuta:  la Pala della Trinità, datata 1455, i cui frammenti furono riuniti ai primi del Novecento presso la National Gallery di Londra, già collocata nello scomparso oratorio della compagnia della Santissima Trinità di Pistoia. Nel luglio del 1457 il pittore si ammalò e la pala venne completata nella bottega di Filippo Lippi, forse solo la predella.

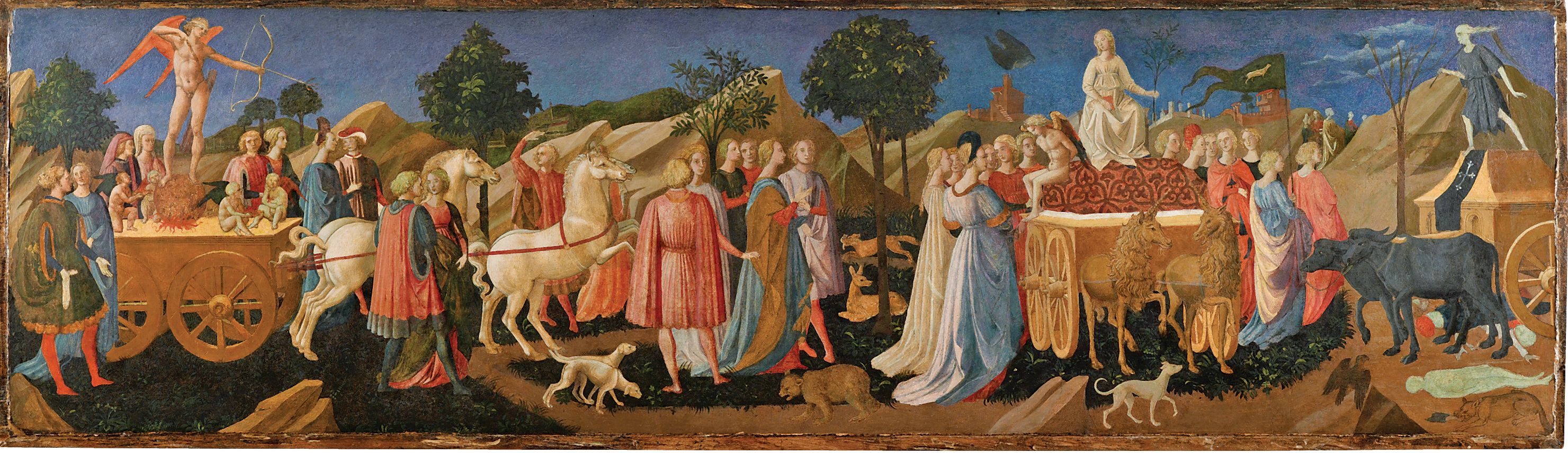
I Trionfi.